# Wyspy Dziewicze Stanów Zjednoczonych na Letnich Igrzyskach Olimpijskich 1972
Wyspy Dziewicze Stanów Zjednoczonych na XXIX Letnich Igrzyskach Olimpijskich reprezentowało 16 sportowców.
Był to 2. start Wysp Dziewiczych Stanów Zjednoczonych na letnich igrzyskach olimpijskich.

## Skład kadry

### Boks
Mężczyźni
- William Peets – waga średnia – 9. miejsce

### Lekkoatletyka
Mężczyźni
- George Calhern – 100 metrów – odpadł w eliminacjach

### Strzelectwo
Mężczyźni
- Bob McAuliffe – pistolet szybkostrzelny, 25 m – 59. miejsce
- José Álvarez – pistolet 50 m – 57. miejsce
- Adelbert Nico – karabin małokalibrowy, 50 m, trzy postawy – 66. miejsce
- Salvador Sanpere – karabin małokalibrowy, 50 m, trzy postawy – 69. miejsce
- Douglas Mast – karabin małokalibrowy, 50 m, leżąc – 78. miejsce
- Harold Frederick – karabin małokalibrowy, 50 m, leżąc – 88. miejsce

### Żeglarstwo
- Richard Griffin – klasa Finn – 29. miejsce
- Ken Klein, Peter Jackson – klasa Star – 16. miejsce
- John Foster, John Hamber – klasa Tempest – 20. miejsce
- David Jones, David Kelly, Richard Holmberg – klasa Soling – 24. miejsce